# Louise Boisot
Louise Boisot de Rouha (ca. 1538 – 10 juli 1610) was een Zuid-Nederlandse edelvrouw en plantkundige uit de familie Boisot.

## Leven
Ze was een dochter van de thesaurier-generaal Pierre Boisot († 18 oktober 1561) en van Louise de Tisnacq. Haar broers Charles en Louis de Boisot waren geuzenleiders die werden verbannen, maar zelf bleef ze katholiek en koningsgezind. Ze trouwde rond 1567 met postmeester-generaal Leonard van Tassis en haar twee dochters kregen Spaanse gouverneurs als echtgenoten. Vaak werd ze aangeduid als Madame des Postes.

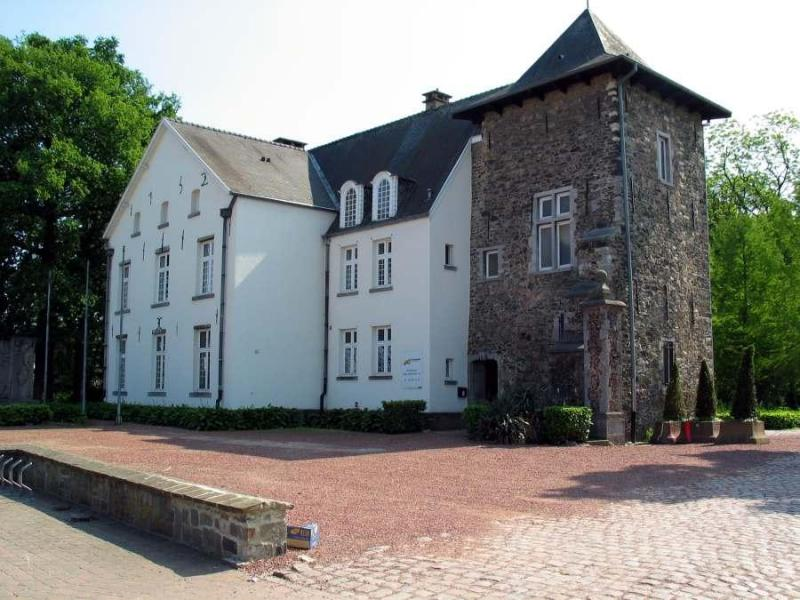
Kasteel van Buizingen

Boisot deelde haar passie voor planten met haar oom Jean Boisot en met haar dooppeter Jacques Plateau, welke laatste ze haar gids noemde. Het was een terrein waarop ook haar deskundigheid werd gerespecteerd. In het Hof van Thurn en Tassis te Brussel had ze een tuin waar ze zeldzame planten opkweekte, vaak bekomen via haar buitenlandse netwerk. Ze hield zich persoonlijk bezig met planning, aankoop en supervisie. Ze correspondeerde met vooraanstaande botanici als Jean de Brancion en Carolus Clusius. Aan die laatste zijn zes brieven van haar hand bewaard, geschreven in de periode 1571-1588.
Van haar ouders erfde ze het kasteel van Buizingen met alle gronden en aanhorigheden.

## Familie
Boisot was de tweede vrouw van Leonard van Tassis. Ze hadden zeven kinderen, onder wie:
- Lamoraal (1557-1624), Leonards opvolger als postmeester-generaal
- Jan Baptist (1566-1580), begraven in Bergen
- Valeria (1573-1643), getrouwd op 12 januari 1588 met Augustin de Herrera, gouverneur van Gent († 1612)
- Margareta, getrouwd op 5 februari 1596 met Diego Rodriguez de Olivares, gouverneur van Nieuwpoort

## Voetnoten
1. ↑  A.M.M. Bal, Geschiedenis van Huizingen en van het kasteel, Brussel, Drukkerij H. De Smedt, 1958, p. 28